# 真理之劍
真理之劍（Sword of Truth）是美國作家泰瑞·古德坎創作的奇幻小說系列，
這系列跟一般的奇幻作品有極大的不同，尤其是不像所謂的嚴肅奇幻鉅細靡遺的描述一個廣大的世界，而是由幾個要角一波波的帶出劇情。
2008年被ABC studios改編為電視劇《探索者傳說》Legend of the Seeker22集。2010年播出第二季。

## 故事簡介
一個森林嚮導理察由於救了一位神秘女子，而被捲入一個關係世界存亡的冒險。

## 批評
由於作者對於一些虐殺和調教行為不加掩飾的描述，不喜此類劇情的讀者對其有負面的評價。

## 主要角色
- 理察（The Seeker of Truth）
- 卡蘭（The Mother Confessor）
- 柴德（The First Wizard）
- 達肯勞爾（Richard's brother and the emperor of D'Hara）
- Cara Mason

## 地理
- 西土
- 中土
- 達哈拉

## 系列作品
- 巫师第一守則（Wizard's First Rule）（1994）
- 淚之石（Stone of Tears）（1995）
- 血之盟（Blood of the Fold）（1996）
- 风之神殿Temple of the Winds (1997)
- 火之精魂Soul of the Fire (1999)
- 堕落之誓Faith of the Fallen (2000)
- 众生之柱The Pillars of Creation (2001)
- 赤裸帝国Naked Empire (2003)
- 链火Chainfire (2005)
- 幻影Phantom (2006)
- 懺悔者Confessor (2007)

非正傳作品
- 骨之债约Debt of Bones (2001)

參考資料
- 互联网电影数据库（IMDb）上《Legend of the Seeker》的资料（英文）